# Fruchtwasserentlastungspunktion
Eine Fruchtwasserentlastungspunktion (Amniondrainage / Entlastungsamniozentese) ist eine invasive Maßnahme in der Pränatalmedizin zur Behandlung eines starken Polyhydramnions in der Schwangerschaft.
Steigt der Fruchtwasserindex stark über das Normvolumen, kann eine Fruchtwasserentlastungspunktion in Erwägung gezogen werden, bei der die Fruchtwassermenge zur Vorbeugung gegen mögliche Komplikationen (u. a. einer Frühgeburt) reduziert wird. Dazu wird die Fruchtblase mit einer Hohlnadel punktiert und durch einen eingeführten Katheter wird das überschüssige Fruchtwasser abgelassen. Dieser Vorgang muss ggf. bis zum Ende der Schwangerschaft in individuell zu bestimmenden Abständen (oft tageweise) durchgeführt werden (serielle Amniondrainage). Dies hängt insbesondere davon ab, wodurch und in welchem Maße es zu der Fruchtwasservermehrung kommt.
Das Gegenteil einer Fruchtwasserentlastungspunktion (Amniondrainage) ist eine Fruchtwasserauffüllung (Amnioninfusion). Sie wird durchgeführt bei einem starken Oligohydramnion.